# Celticecis celtiphyllia
Celticecis celtiphyllia är en tvåvingeart som först beskrevs av Ephraim Porter Felt 1908.  Celticecis celtiphyllia ingår i släktet Celticecis och familjen gallmyggor. Inga underarter finns listade i Catalogue of Life.